# Cotton Warburton
Irvin Eugene „Cotton“ Warburton  (* 8. Oktober 1911 in San Diego; † 21. April 1982 in Culver City, Kalifornien) war ein US-amerikanischer Filmeditor, Oscarpreisträger und ehemaliger College-Footballspieler, der dreimal in Folge zum All-American gewählt wurde (1932–1934).

## Leben
Irvin Eugene Warburton wurde als einer von vier Söhnen von Margaret Warburton, einer schottischen Einwanderin, in San Diego, Kalifornien geboren. Nachdem Warburton 1930 während seiner Zeit an der San Diego High School die kalifornische Meisterschaft auf der High-School-Meile holte, wurde er als Runningback von den USC Trojans, dem Football-Team der University of Southern California, berufen. Nachdem er bereits im ersten Jahr, 1932, ungeschlagen die College-Footballmeisterschaft, den Rose Bowl gewann, wurde er dreimal in Folge als All-American ausgezeichnet. Während der drei Jahre führte er das Team auch als Quarterback an und schaffte insgesamt 1357 Yards. 1975 wurde er für diese Leistungen in die College Football Hall of Fame aufgenommen.
Anschließend zog es ihn ins Filmgeschäft, wo er 1943 mit den beiden Komödien Laurel und Hardy: Schrecken aller Spione und Three Hearts for Julia erstmals als Schnittmeister in Erscheinung trat. Nachdem er bereits 1954 mit dem Sportlerdrama Crazylegs eine Oscarnominierung erhalten hatte, wurde er 1965 für seine Arbeit an Mary Poppins für den Besten Schnitt ausgezeichnet.
Seinen Spitznamen Cotton erhielt er bereits zu Collegezeiten wegen seines blonden Haares.
Am 21. April 1982 verstarb Cotton Warburton, nachdem er wegen eines Herzinfarktes ins Brotman Medical Center eingeliefert worden war.

## Filmografie
- 1943: Laurel und Hardy: Schrecken aller Spione (Air Raid Wardens)
- 1943: Three Hearts for Julia
- 1947: Cynthia
- 1949: Neptuns Tochter (Neptune’s Daughter)
- 1950: Blutrache in New York (Black Hand)
- 1950: Drohende Schatten (Shadow on the Wall)
- 1950: Einmal eine Dame sein (Two Weeks with Love)
- 1951: Der Cowboy, den es zweimal gab (Callaway Went Thataway)
- 1951: Gib Gas, Joe! (Excuse my Dust)
- 1952: Die letzte Entscheidung (Above and Beyond)
- 1952: Mädels ahoi (Skirts Ahoy!)
- 1953: Arena
- 1953: Sombrero
- 1953: Crazylegs
- 1953: Eine Leiche auf Rezept (Remains to Be Seen)
- 1955: Unchained
- 1956: Zug der Furchtlosen (Westward Ho the Wagons!)
- 1958: Zorro räumt auf (The Sign of Zorro)
- 1960: Der fliegende Pauker (The Absent-Minded Professor)
- 1962: Champagner in Paris (Bon Voyage!)
- 1962: Der Pauker kann’s nicht lassen (Son of Flubber)
- 1962: Mondgeflüster (Moon Pilot)
- 1963: Flucht der weißen Hengste (Miracle Of The White Stallions)
- 1964: Emil und die Detektive (Emil and the Detectives)
- 1964: Mary Poppins
- 1965: Eine Uni voller Affen (The Monkey's Uncle)
- 1965: Alles für die Katz (That Darn Cat!)
- 1966: Robin Crusoe, der Amazonenhäuptling (Lt. Robin Crusoe, U.S.N.)
- 1967: Der glücklichste Millionär (The Happiest Millionaire)
- 1968: Ein toller Käfer (The Love Bug)
- 1969: Superhirn in Tennisschuhen (The Computer Wore Tennis Shoes)
- 1970: Die Bruchschiffer (The Boatniks)
- 1971: Cowboy John – Der letzte Held im Wilden Westen (Scandalous John)
- 1971: Die tollkühne Hexe in ihrem fliegenden Bett (Bedknobs and Broomsticks)
- 1972: Es kracht – es zischt – zu seh’n ist nischt (Now You See Him, Now You Don’t)
- 1973: Big Boy – Der aus dem Dschungel kam (The World’s Greatest Athlete)
- 1974: Herbie groß in Fahrt (Herbie Rides Again)
- 1974: Südsee-Cowboy (The Castaway Cowboy)
- 1975: Der Retorten-Goliath (The Strongest Man in the World)
- 1976: Das große Ferienabenteuer (No Deposit, No Return)
- 1976: Der Goldschatz von Matecumbe (Treasure of Matecumbe)
- 1976: Ein ganz verrückter Freitag (Freaky Friday)
- 1977: Der tolle Käfer in der Rallye Monte Carlo (Herbie Goes to Monte Carlo)
- 1978: Die Katze aus dem Weltraum (The Cat from Outer Space)

## Auszeichnungen
Eddie Award
- 1965 Auszeichnung der American Cinema Editors für Mary Poppins

Oscar
- 1954: Nominierung für den Besten Schnitt von Crazylegs
- 1965: Auszeichnung für den Besten Schnitt von Mary Poppins